# Cladostemon kirkii
Cladostemon kirkii är en kaprisväxtart som först beskrevs av Daniel Oliver, och fick sitt nu gällande namn av Ferdinand Albin Pax och Gilg. Cladostemon kirkii ingår i släktet Cladostemon och familjen kaprisväxter. Inga underarter finns listade i Catalogue of Life.

## Bildgalleri

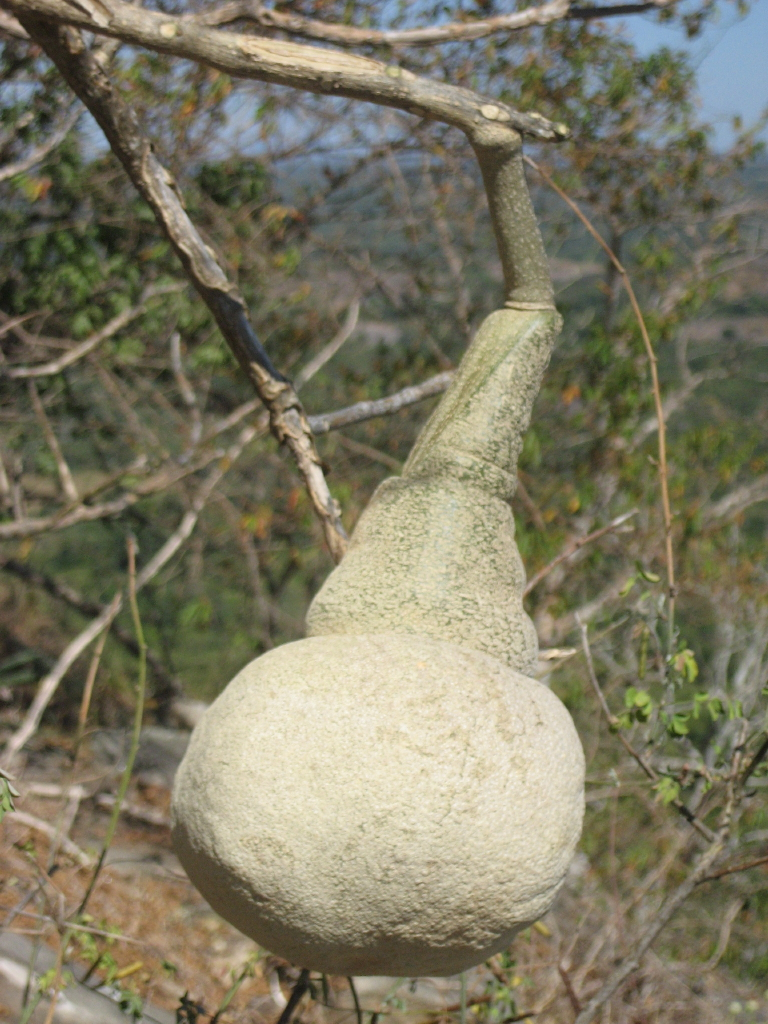
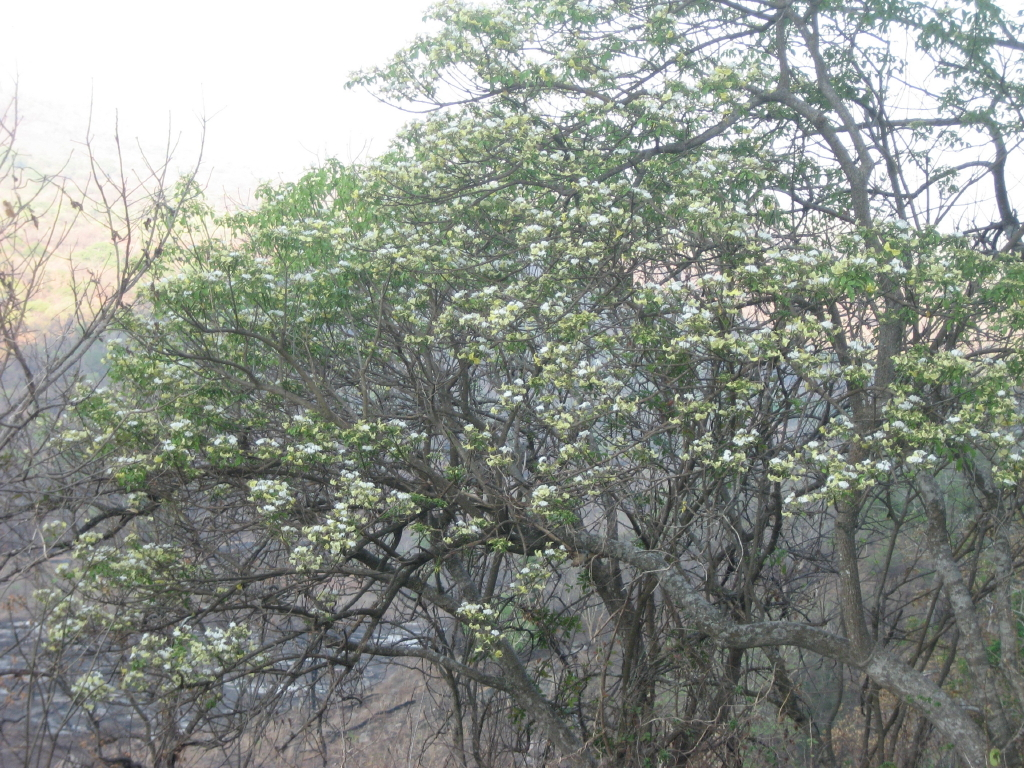
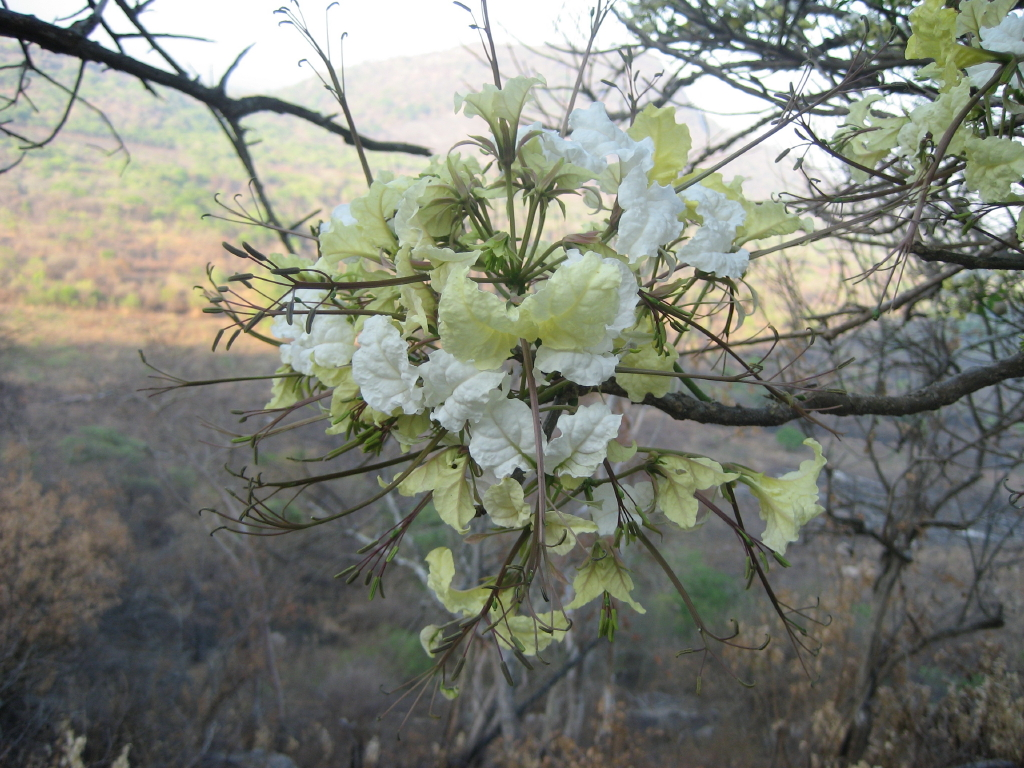
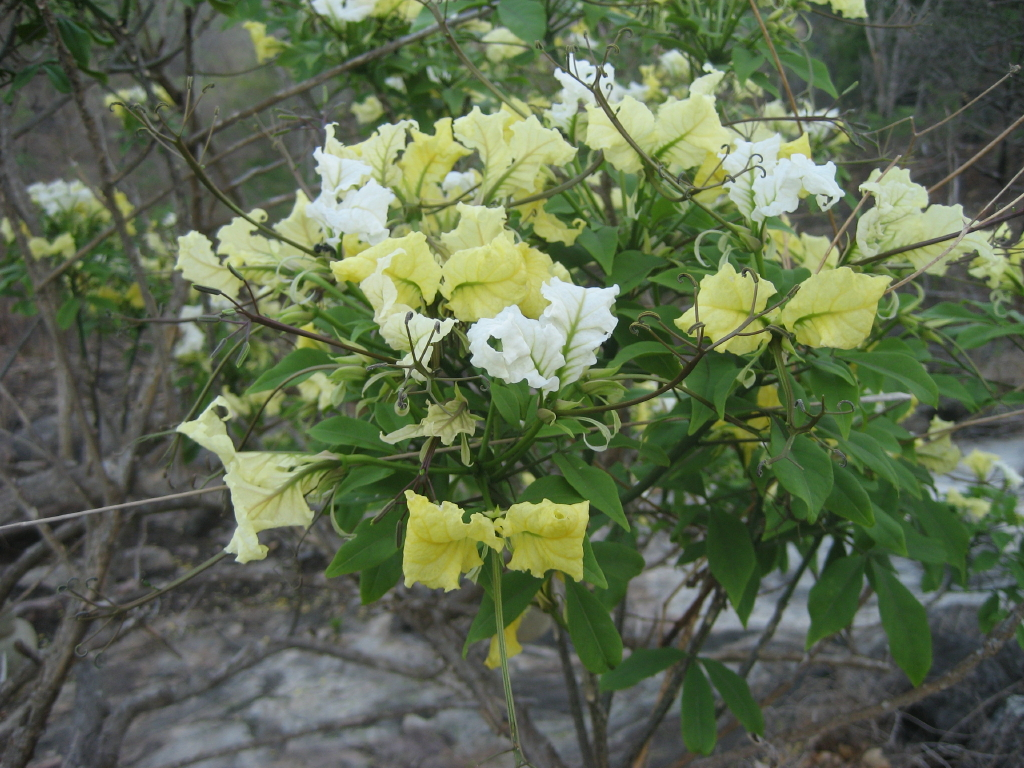
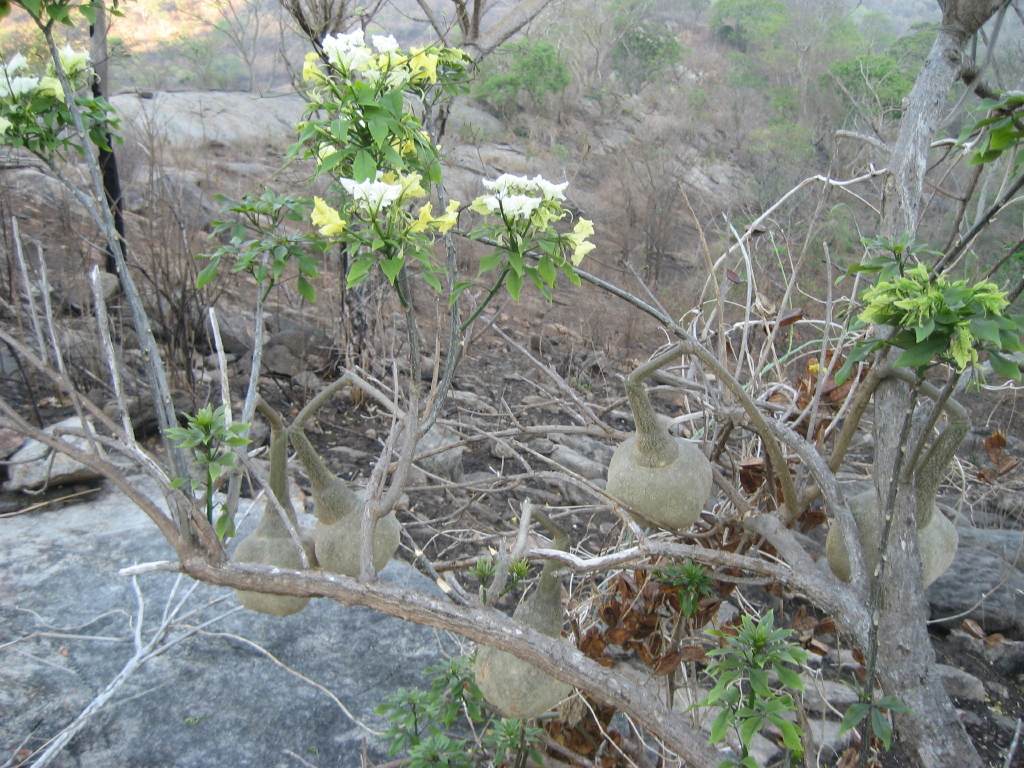